# Liste der Listen von Sehenswürdigkeiten
Dies ist eine Liste der Listen von Sehenswürdigkeiten
nach Staat
- Beliebteste Sehenswürdigkeiten Deutschlands
- Liste von Sehenswürdigkeiten in Kanada
- Liste der Sehenswürdigkeiten in Österreich

in Deutschland
- Liste von Sehenswürdigkeiten in Berlin
  - Liste von Sehenswürdigkeiten im Bezirk Pankow
- Liste von Sehenswürdigkeiten in Essen
- Sehenswürdigkeiten der Stadt Esslingen am Neckar
- Sehenswürdigkeiten der Stadt Münchberg
- Sehenswürdigkeiten in Darmstadt
- Sehenswürdigkeiten in Gera
- Liste von Sehenswürdigkeiten in Görlitz
- Sehenswürdigkeiten in Hamburg
- Liste von Sehenswürdigkeiten in Karlsruhe
- Sehenswürdigkeiten in Konstanz
- Sehenswürdigkeiten in Memmingen
- Sehenswürdigkeiten in München
- Liste von Sehenswürdigkeiten in Münster
- Liste von Sehenswürdigkeiten in Potsdam
- Sehenswürdigkeiten in Regensburg
- Liste von Sehenswürdigkeiten in Schwäbisch Gmünd
- Liste von Sehenswürdigkeiten in Wiesbaden
- Liste von Sehenswürdigkeiten im Saarland
- Liste von Sehenswürdigkeiten im Ruhrtal

in anderen deutschsprachigen Ländern
- Liste von Sehenswürdigkeiten der Stadt Bern
- Liste von Sehenswürdigkeiten Wiens
- Meistbesuchte Sehenswürdigkeiten Wiens

in nicht deutschsprachigen Ländern
- Liste von Sehenswürdigkeiten in Athen
- Liste von Sehenswürdigkeiten in Budapest
- Sehenswürdigkeiten in Buenos Aires
- Liste von Sehenswürdigkeiten in Kiew
- Liste von Sehenswürdigkeiten in Paris
- Sehenswürdigkeiten in Puerto de la Cruz
- Liste von Sehenswürdigkeiten in Taschkent
- Liste der Sehenswürdigkeiten in Shanghai
- Liste von Sehenswürdigkeiten in Zhuzhou